# Талон (ресторан)
Талон — один из первых ресторанов французской кухни в Санкт-Петербурге, открытый французским поваром Пьером Талоном и просуществовавший предположительно с 1814 по 1825 года на Невском проспекте, на углу с Большой морской улицей, в доме Косиковского. В тот период рестораны были относительно новым явлением, первые рестораны появились в Париже в конце XVIII века и немного позже в других европейских городах и Петербурге. В тот период «Талон» считался самым престижным рестораном города, впечатлял качеством блюд и ценами. Его хозяин стремился открыть заведение, не уступавшее модным парижским ресторанам. Среди подаваемых блюд был например паштет из гусиной печени или шампанское Вдова Клико 1811 года, когда над урожаем на небе  была видна комета. Вина этого года или «вины кометы» пользовались тогда большим спросом.
«Талон» начали посещать петербургские денди, в том числе и Пушкин, золотая молодёжь, здесь проходили «холостые» завтраки.
В 1825 году ресторанный бизнес приобрёл Жан Фелье, тогда у ресторана был постоянный посетитель — некто полковник Тобьев, прославившийся своими невероятными историями, как у Мюнгхаузена и на чьи рассказы прибывала публика. Фелье переоборудовал ресторан в «справочное место» и позже открыл ресторан «Фелье», где Пушкин заказывал обеды на дом. Незадолго до дуэли Пушкин заказал там паштет, который остался неоплаченным.  

К Talon помчался: он уверен

Что там уж ждёт его Каверин

Вошел: и пробка в потолок,

Вина кометы брызнул ток;

Пред ним roast-beef окровавленный,

И трюфли, роскошь юных лет,

Французской кухни лучший цвет,

И Страсбурга пирог нетленный

Меж сыром лимбургским живым

И ананасом золотым.
— Пушкин